# Surprise! (夏之管专辑)
Surprise!是夏之管(TUBE)在2010年7月7日推出的第32張專輯。

## 簡介
- 他們的共21頁永遠25歲出道以來、創建於1985年夏天的傑作。
- 第一張專輯的25週年。
- 打單前「灼熱之愛」其中包括如13首歌曲。

## 收錄曲目
（全作詞:前田亘輝）（全作曲:春畑道哉）
1. 太陽的驚喜(太陽のサプライズ)
2. 灼熱之愛(灼熱らぶ)
3. 愛狂歡節(愛はカーニバル)
4. Lady September
5. 對波浪上的情況女兒戀愛也(波乗り娘に恋しても)
6. Shaping Up Your Heart In The Summer Breeze
7. 有勇氣的人們的輓歌(勇者たちの挽歌)
8. 是風的城市(風の町で)
9. 魔巣華麗奴
10. I'll Be Your Love Shower
11. 絆
12. Return To The Border Line
13. 最後的Love Song(最後のLove Song)